# کلر کشمور
کلر کشمور (به انگلیسی: Claire Cashmore) (زادهٔ ۲۱ مهٔ ۱۹۸۸) شناگر اهل بریتانیا است.